# 37-es főút
37-es főút (ungarisch für ‚Hauptstraße 37‘) ist eine ungarische Hauptstraße. Sie beginnt rund 5,5 km östlich von Miskolc an der 3-as főút (zugleich Europastraße 71) in Felsőzsolca und führt, dabei den Fluss Hernád querend, zunächst in generell östlicher und dann in nordöstlicher Richtung nach Szerencs, passiert bei Mezőzombor die Einmündung der 39-es főút und bei Tarcal den Abzweig der 38-as főút nach Tokaj, wendet sich dann nach Nordnordosten und folgt dem Fluss Bodrog nach Sárospatak und erreicht schließlich die ungarische Grenzstadt Sátoraljaújhely, wo die Straße über die slowakische Grenze nach Slovenské Nové Mesto wechselt.
Die Gesamtlänge der Straße beträgt 76 Kilometer.

## Siehe auch

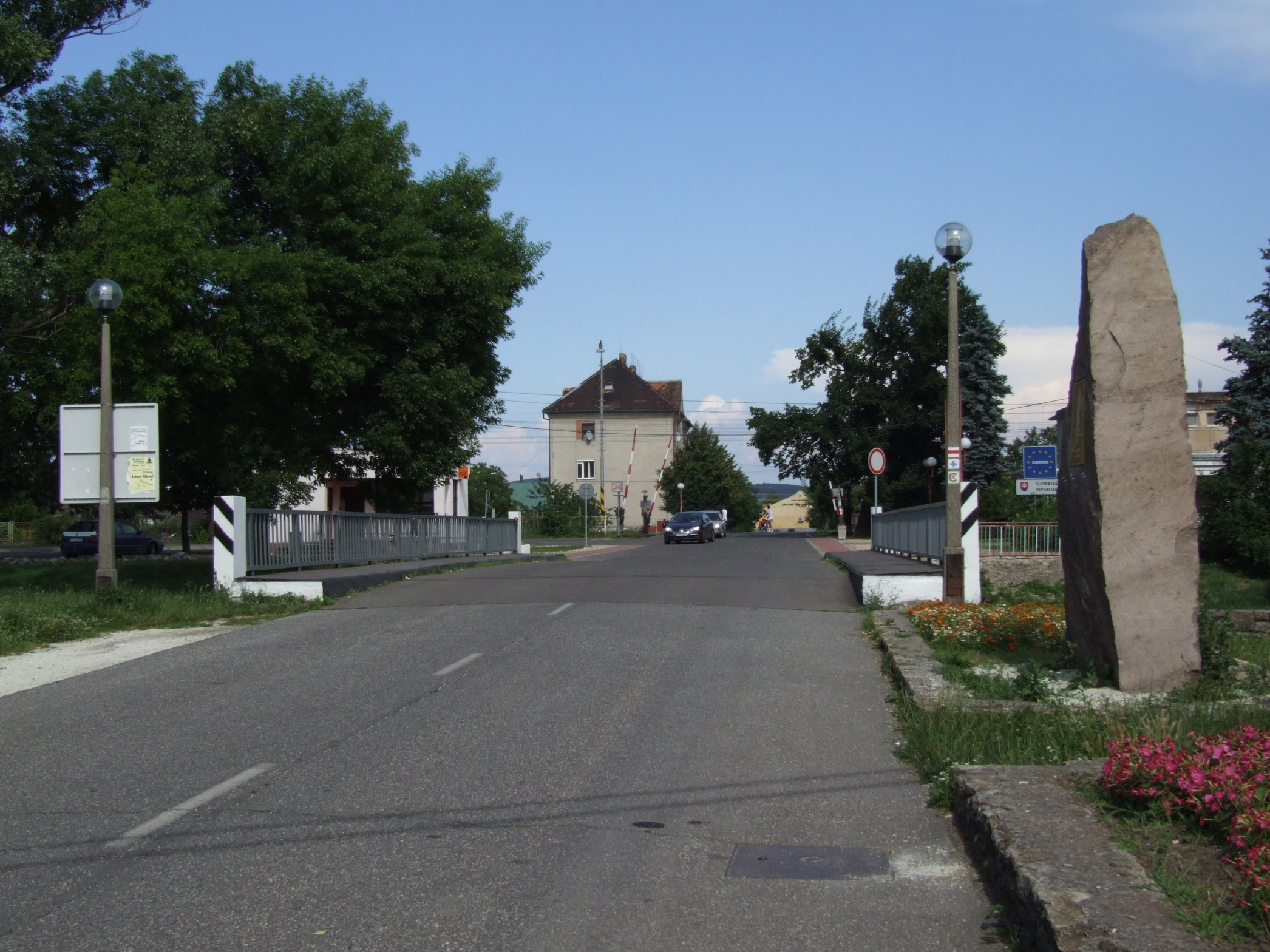
Grenzübergang (Blick von Ungarn in die Slowakei, Aufnahme 2009)